# Aizecourt-le-Bas
Aizecourt-le-Bas (picardisch: Aizcourt-Bas) ist eine französische Gemeinde mit 65 Einwohnern (Stand 1. Januar 2022) im Département Somme in der Region Hauts-de-France, im Norden von Frankreich. Die Gemeinde gehört zum Kanton Péronne.

## Geographie
Die Gemeinde liegt an der Départementsstraße 72E, rund acht Kilometer nordöstlich von Péronne im Vermandois.

## Geschichte
Die Gemeinde erhielt als Auszeichnung das Croix de guerre 1914–1918.

## Einwohner
| 1962 | 1968 | 1975 | 1982 | 1990 | 1999 | 2006 | 2010 |
| ---- | ---- | ---- | ---- | ---- | ---- | ---- | ---- |
| 80   | 67   | 52   | 54   | 56   | 60   | 57   | 58   |

## Verwaltung
Bürgermeister (maire) ist seit 2008 Florence Choquet.

## Sehenswürdigkeiten
- American Airmen Memorial aus dem Zweiten Weltkrieg.